# Гусино (село, Краснинский район)
Гусино — село в Краснинском районе Смоленской области России. Входит в состав Гусинского сельского поселения. Население — 78 жителей (2007 год). 
Расположена в западной части области в 13 км к северу от Красного, в 4 км южнее автодороги М1 «Беларусь», на берегу реки Гусинка. В 2 км северо-восточнее села расположена железнодорожная станция Гусино на линии Москва — Минск. 

## История
В годы Великой Отечественной войны село была оккупирована гитлеровскими войсками в июле 1941 года, освобождена в сентябре 1943 года.